# Lijst van Surinaamse rampen

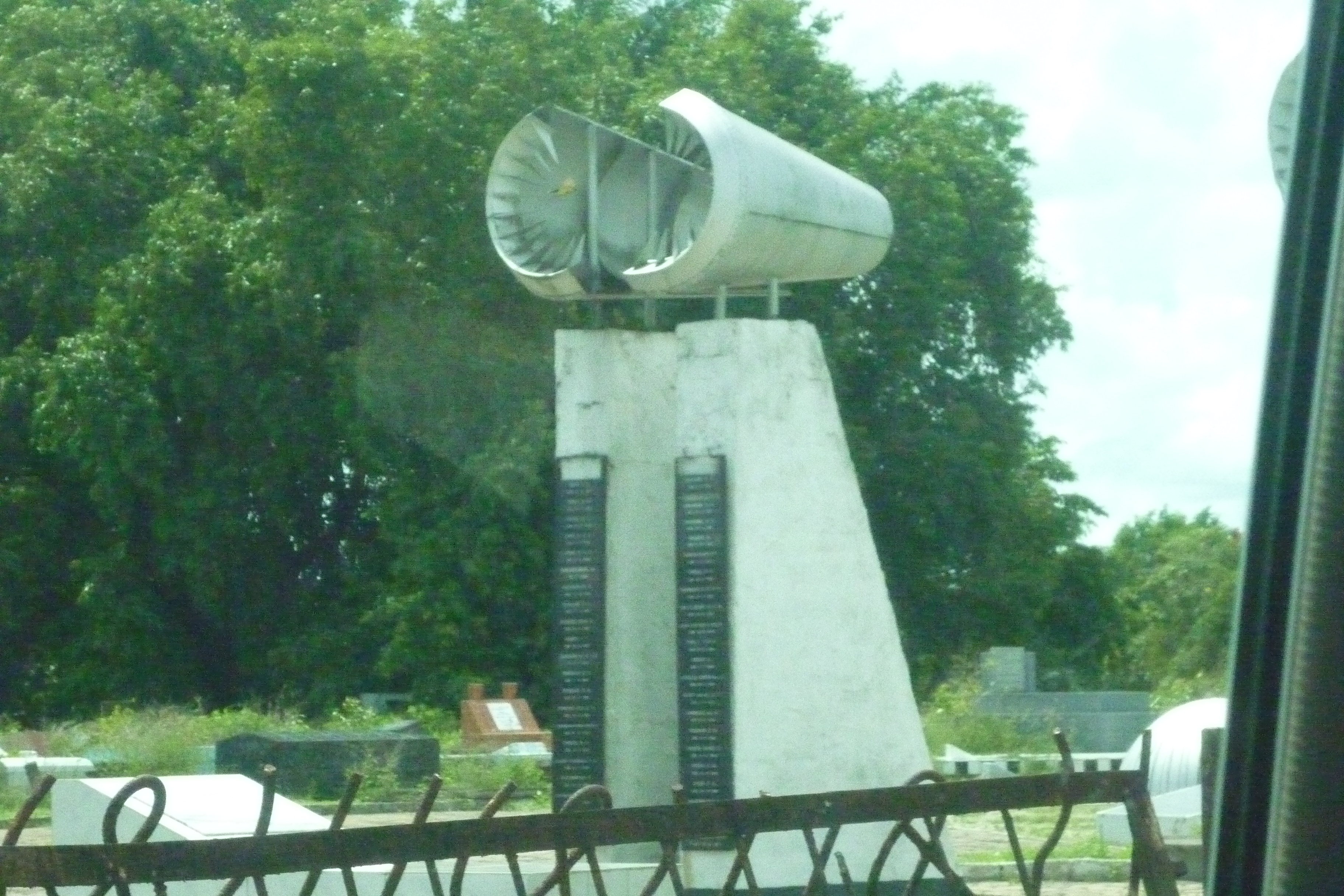
Monument in Paramaribo voor de slachtoffers van de SLM ramp in 1989

Dit is een lijst met rampen op Surinaams grondgebied. In deze lijst zijn alleen gebeurtenissen opgenomen waarbij vijf of meer doden zijn gevallen en gebeurtenissen waarbij er sprake is van een zeer groot effectgebied. Zie onder voor rampen buiten Suriname met grote Surinaamse betrokkenheid.

## 18e eeuw
- 1738
  - 18 januari - WIC-slavenschip Leusden loopt in storm in de monding van de Marowijne aan de grond en vergaat. De bemanning weet te overleven, maar 702 van de 714 slaven verdrinken.

## 19e eeuw
- 1821
  - 1 januari - Grote stadsbrand van Paramaribo. Ongeveer 400 huizen gaan in vlammen op. Er zijn 4 doden te betreuren.[1]
- 1832
  - 3 september – Wederom grote brand in Paramaribo. Een groot deel van de stad brandt af. 3 brandstichters worden levend verbrand, terwijl 2 handlangers worden opgehangen.
- 1869
  - 23 augustus – Rampschip Ferdinand Brumm arriveert in Suriname. Van de 206 contract-Chinezen aan boord zijn er onderweg 93 overleden.
- 1884
  - 26 september – Opstand op Surinaamse plantage Zorg en Hoop onder contractarbeiders. 7 doden.

## 20e eeuw

### 1900-1909
- 1902
  - 30 juli - Opstand van Mariënburg neergeslagen op plantage Mariënburg. 24 doden.

### 1940-1949
- 1942
  - 9 augustus – De Britse tanker San Emiliano wordt geraakt door een torpedo van de Duitse U-155. 39 bemanningsleden komen hierbij om het leven.[2]
- 1943
  - 9 januari – De Duitse U-124 torpedeert drie Amerikaanse schepen, de Minotaur, de Collingsworth en de Birmingham City. In totaal komen 17 opvarenden van deze drie schepen om.
  - 15 januari – Amerikaans vliegtuig stort neer op kust Suriname. 35 doden.[3]
- 1947
  - 22 maart – Kruithuis Paramaribo explodeert. 10 doden en 4 gewonden.

### 1950-1959
- 1955
  - 25 februari – Zes Nederlandse militairen komen om na ontploffing van een landmijn in het inheemse dorp Matta, ongeveer 65 kilometer ten zuiden van Paramaribo. Acht militairen raken gewond.[4]

### 1960-1969
- 1962
  - 18 december - Brand in vuurwerkwinkel in Paramaribo, 7 doden.[5]

### 1970-1979
- 1972
  - 3 mei – Amerikaanse USAF Globemaster C124 vliegt tegen het Nassaugebergte. 11 doden.
- 1973 - 
  - 7 december - Frontale botsing op de snelweg tussen Paramaribo en Paranam tussen bus en vrachtwagen en een personenauto die op de ravage inreed, 9 doden.[6]
- 1975
  - 27 januari - Frontale botsing tussen twee busjes even buiten Paramaribo, 10 doden en 1 zwaargewonde.[7]

### 1980-1989
- 1989
  - 7 juni – De SLM-ramp. Een toestel van de Surinaamse Luchtvaart Maatschappij (SLM) stortte neer bij Zanderij, tijdens een mislukte poging om bij mist te landen op J.A. Pengel International Airport. Van de 187 inzittenden (9 bemanningsleden en 178 passagiers) overleefden er slechts 11: de voltallige bemanning en 167 passagiers kwamen om het leven.

### 1990-1999
- 1995
  - 14 november – Motorboot zinkt op Surinamerivier. 9 doden.

## 21e eeuw

### 2000-2009
- 2001
  - 10 februari – Vliegtuigongeval bij Nieuw-Jacobkondre. 10 doden.
- 2006
  - 28 april – Bij een verkeersongeluk op de Oost-Westverbinding nabij het vliegveld te Wageningen in Nickerie vallen 5 doden en 12 gewonden. De bus kreeg een klapband.
  - 12 mei – Overstromingen in Suriname 2006, veroorzaakt door dagenlange zware regenval. Hierdoor zijn drie mensen omgekomen en ongeveer 20.000 dakloos geworden.
- 2008
  - 3 april – Blue Wing Airlines-vlucht PZ-TSO verongelukt. Dit ongeval vindt plaats op de landingsbaan van Lawa Antino Airstrip, nabij de grens tussen Suriname en Frans-Guyana. 19 doden.
  - 27 oktober – Bij een bootongeval op de Corantijnrivier, die de grens vormt tussen Suriname en Guyana verdrinken 7 personen.[8]
- 2009
  - 10 april – Bij een verkeersongeval op het wegvak tussen Moengo en Albina komen 5 inzittenden van een busje om het leven.

### 2010-2019
- 2010
  - 15 mei – Het Blue Wing Airlines-ongeval 2010. Dit ongeval vindt plaats enkele minuten nadat het toestel was opgestegen voor een binnenlandse vlucht van Godo-olo naar de luchthaven Zorg en Hoop. 8 doden.
  - 7 augustus – Vijf doden door verkeersongeval bij Coppenamebrug in Coronie.
  - 21 november – Bij een ongeluk in een goudmijn in de buurt van het marrondorpje Langatabbetje vallen 7 doden. Wanden van een mijnschacht stortten in en de mijnwerkers werden bedolven onder modder en zand.
- 2013
  - 10 augustus – Vijf doden door verkeersongeval op de Jaggernath Lachmonstraat in Paramaribo.
- 2018
  - 28 december – Bij een ongeluk met een korjaal op de Coppenamerivier nabij het inheemse dorp Kalebaskreek verdrinken 12 mensen.

### 2020-2029
- 2020
  - 13 maart – Begin van de coronacrisis in Suriname
  - 16 december – Vijf doden door verkeersongeval bij Afobaka.
- 2023
  - 20 november – In Brokopondo stort een illegale mijnschacht in, waarbij zeker 18 mensen omkomen.
- 2025
  - 1 juni - Op de Marowijne bij Albina kapseist een boot, 7 van de 13 opvarenden verdrinken.[9]

## Rampen buiten Suriname met grote Surinaamse betrokkenheid

### 20e eeuw
- 1944
  - 18 september - Het Japanse schip SS Junyo Maru wordt door de Britse onderzeeboot HMS Tradewind tot zinken gebracht. 5620 opvarenden komen hierbij om het leven, waaronder 9 Surinaamse militairen van het Koninklijk Nederlandsch-Indisch Leger (KNIL).[10]
- 1982
  - 28 maart: Bij een helikopterongeluk in Guyana komt Henk Fernandes met vier andere inzittenden om het leven.[11] Bataljonscommandant Fernandes zou enkele dagen later beëdigd worden als minister van Leger en Politie.
- 1989
  - 14 oktober: Bij een autobrand in de buurt van het Belgische Luik komen 6 leden van een Nederlands-Surinaamse rapgroep om het leven.
- 1992
  - 4 oktober - Bijlmerramp te Amsterdam, 43 doden en 26 gewonden. Er zijn 2 Surinaamse doden, maar onder de 24 doden met de Nederlandse nationaliteit zijn velen van Surinaamse afkomst.